# Воронов, Ливерий Аркадьевич
Ливе́рий Арка́дьевич Во́ронов (22 января 1914 — 6 декабря 1995) — протоиерей Русской православной церкви, доктор богословия (1986), профессор догматического богословия Санкт-Петербургской духовной академии.
Автор около 130 работ по богословской тематике и проблемам экуменизма, опубликованных в «Журнале Московской Патриархии», в сборниках «Богословские труды», журнале «Голос Православия» и др.

## Биография
В 1930 году окончил Школу фабрично-заводского ученичества Охтинского химического комбината. После окончания школы получил специальность электрохимика. С февраля 1932 по 1933 год работал в Государственном институте прикладной химии Ленинграда.
В 1938 году окончил Ленинградский химико-технологический институт, получив диплом первой степени с отличием по специальности инженер-технолог. Был оставлен на кафедре в качестве научного сотрудника физической химии, а через год принят в аспирантуру.
24 апреля 1943 года в кафедральном Троицком соборе оккупированного Вермахтом Пскова был рукоположён Литовским и Виленским митрополитом Сергием (Воскресенским) в сан диакона, а через два дня — в сан священника.
22 октября 1944 года был арестован в Таллине по обвинению в измене Родине. Перевезён в ленинградскую тюрьму «Кресты». В ходе допросов виновным себя не признал. 12-15 января 1945 года был приговорён Военным трибуналом войск НКВД Ленинградского военного округа по делу руководства Псковской миссии к 15 годам исправительно-трудовых лагерей. С января 1945 по ноябрь 1947 года работал в должности инженера-конструктора в Особом конструкторском бюро судостроения (ОКБ-196) в Ленинграде, затем на Горно-металлургическом комбинате Норильска (Норильлаг МВД, п/я № Ч-224).
23 апреля 1955 года был освобождён по определению Красноярского краевого суда. 8 августа 1956 года приговор был отменён, делопроизводство прекращено за отсутствием состава преступления.
В 1957 году заочно окончил Ленинградскую духовную семинарию с отличием и поступил в Ленинградскую духовную академию. 21 марта 1961 года возведен в сан протоиерея. В 1961 году окончил академию со степенью кандидата богословия, защитив диссертацию «Вопрос об англиканском священстве в свете русской православной богословской науки», и 2 июня того же года был оставлен при академии в качестве преподавателя и профессорского стипендиата.
С 23 апреля 1964 года — доцент кафедры истории и разбора западных исповеданий, с 25 августа 1965 года — профессор догматического богословия, с 27 февраля 1968 года — заведующий кафедрой богословских наук Ленинградской духовной академии.
14 февраля 1971 года защитил магистерскую диссертацию «Православие, мир, экумена».
2 октября 1986 года удостоен учёной степени доктора богословия по совокупности научно-богословских трудов.

## Публикации
- Святитель Николай — ревнитель и защитник Православия // Журнал Московской Патриархии. — 1961. — № 6. — С. 65-75; № 7. — С. 66-74.
- Слово в день праздника Воздвижения Креста Господня // Журнал Московской Патриархии. — 1961. — № 9. — С. 21-24.
- Смерти празднуем умерщвление… // Журнал Московской Патриархии. — 1962. — № 4. — С. 5-6.
- Православный взгляд на сакраментальную сторону священства // Журнал Московской Патриархии. — 1962. — № 9. — С. 53-64; № 10. — С. 64-72.
- По поводу «Недели молитв о христианском единстве» // Журнал Московской Патриархии. — 1963. — № 1. — С. 53-56.
- Всеобщий мир и задачи Церкви (из доклада на собеседовании с делегацией Национального Совета Церквей Христа в США 31 августа 1962 года) // Журнал Московской Патриархии. — 1963. — № 3. — С. 19-28.
- Первая рабочая сессия комиссии Христианской мирной конференции «Мир и Экумена» // Журнал Московской Патриархии. — 1963. — № 6. — С. 36-47.
- «Неделя молитв о христианском единстве» в 1964 году // Журнал Московской Патриархии. — 1964. — № 1. — С. 47-50.
- Проблема Предания в Церкви (краткий обзор доклада 2-й секции IV Всемирной конференции «Веры и церковного устройства») // Журнал Московской Патриархии. — 1964. — № 3. — С. 70-75.
- Проблема Предания в Церкви (краткий обозрение доклада 2-й секции IV Всемирной конференции «Веры и церковного устройства») // Журнал Московской Патриархии. — 1964. — № 4. — С. 64-69.
- Вопрос об англиканском священстве в свете русской православной богословской науки // Богословские труды. — 1964. — № 3. — С. 64-144.
  - La question de la hiérarchie anglicane à la lumière de la théologie orthodoxe russe // Вестник Русского Западно-Европейского Патриаршего Экзархата. — 1966. — № 54-55. — С. 75-122; № 56. — С. 179—221; № 57. — С. 4-23.
- Боговоплощение как основание христианского учения о мире (доклад на заседании Богословской комиссии Христианской Мирной Конференции, Ленинград, 8 апреля 1965 года) // Журнал Московской Патриархии. — 1965. — № 7. — С. 29-34.
- Делегация Московского Патриархата в Финляндии // Журнал Московской Патриархии. — 1966. — № 1. — С. 57-64.
- Православная Церковь и христианское братство // Журнал Московской Патриархии. — 1966. — № 4. — С. 46-49.
- Воплощение и земная действительность (доклад на второй сессии Богословской комиссии ХМК, Базель, 26 февраля 1966 года) // Журнал Московской Патриархии. — 1966. — № 5. — С. 42-44.
- Вторая сессия Богословской комиссии Христианской Мирной Конференции в Базеле // Журнал Московской Патриархии. — 1966. — № 5. — С. 40-42.
- Слово на текст Исаии 54, 9-10, произнесенное на пленарном заседании III Всехристианского Мирного Конгресса 4 апреля 1968 года // Журнал Московской Патриархии. — 1968. — № 6. — С. 43-47.
- Конфессионализм и экуменизм. Отношение Православия к инославию // Журнал Московской Патриархии. — 1968. — № 8. — С. 52-72.
- Посещение делегацией Московского Патриархата приходов Западноевропейского Экзархата // Журнал Московской Патриархии. — 1968. — № 6. — С. 8-18.
- К вопросу о так называемом «тайном» чтении священнослужителем евхаристических молитв во время Божественной литургии // Богословские труды. — 1969. — № 4. — С. 169—180.
  - Sur la question de la lecture dite «secréte» des prières eucharistiques par le célébrant pendant la divine liturgie [К вoпpocy o «тайном» чтении евхаристических молитв служащим во время Божественной литургии] // Вестник Русского Западно-Европейского Патриаршего Экзархата. — 1970. — № 70-71. — С. 143—159.
- Проблематика теории конвергенции // Журнал Московской Патриархии. — 1969. — № 7. — С. 26-29.
- Крещение и принадлежность к Церкви. Взгляд на состояние некрещенного человека (по учению святых отцов до IV—V века)] // Журнал Московской Патриархии. — 1970. — № 5. — С. 72-77.
  - Крещение и принадлежность к Церкви. Взгляд на состояние некрещенного человека (по учению святых отцов до IV—V в.) // Богословские труды. — 1973. — № 10. — С. 135—140.
- Слово пред святой Плащаницей // Журнал Московской Патриархии. — 1970. — № 3. — С. 36-40.
- Международная конференция православных богословов (Бруклайн, США) // Журнал Московской Патриархии. — 1970. — № 10. — С. 53.
- Единство и разнообразие в православной традиции (тезисы доклада, прочитанного на Международной конференции православных богословов в Бруклайне, США, 8 сентября 1970 года) // Журнал Московской Патриархии. — 1970. — № 10. — С. 71-74.
- Осуществление примирения в жизни и деятельности Церкви // Богословские труды. — 1971. — № 6. — С. 174—179, 204.
- Литургия по «Testamentum Domini nostri Jesu Christi» (1, 23) // Богословские труды. — 1971. — № 6. — С. 207—219.
- Календарная проблема (ее изучение в свете решения Первого Вселенского Собора о пасхалии и изыскание пути к сотрудничеству между Церквами в этом вопросе) // Богословские труды. — 1971. — № 7. — С. 170—203.
- Делегация Московского Патриархата в Федеративной Республики Германии (собеседования «Арнольдсхайн-V») // Журнал Московской Патриархии. — 1972. — № 3. — С. 55-60; № 4. — С. 59-64.
- Истина Воскресения в Православии // Вестник Русского Западно-Европейского Патриаршего Экзархата. — 1973. — № 81-82. — С. 105—134.
  - Истина Воскресения в Православии // Журнал Московской Патриархии. — 1974. — № 6. — С. 72-79; № 7. — С. 46-51.
- Документы и акты, входящие в состав «Деяний Первого Вселенского Собора 325 года» // Богословские труды. — 1973. — № 11. — С. 90-111.
- Слово в день праздника Сретения Господня // Журнал Московской Патриархии. — 1974. — № 2. — С. 33-36.
- Андрей Рублев — великий художник древней Руси // Богословские труды. — 1975. — № 14. — С. 77-94.
- Храм Божий — основа христианской жизни // Журнал Московской Патриархии. — 1979. — № 2. — С. 33-35.
- Слово на литургии в субботу 1-й седмицы Великого поста // Журнал Московской Патриархии. — 1980. — № 2. — С. 34-36.
- Евхаристия // Богословские труды. — 1980. — № 21. — С. 60-70.
- Заседание Смешанной англикано-православной комиссии по доктринальным вопросам // Журнал Московской Патриархии. — 1981. — № 11. — С. 61-62.
- Консультация на тему «Экуменическое значение Никео-Цареградского Символа веры» // Журнал Московской Патриархии. — 1982. — № 3. — С. 58-59.
- L’approche du Filioque dans la perspective oecumenique [Понимание «Филиокве» в экуменической перспективе] // Вестник Русского Западно-Европейского Патриаршего Экзархата. — 1982. — № 109—112. — С. 12-15.
  - Понимание Филиокве в экуменической перспективе // Вестник Русского Западно-Европейского Патриаршего Экзархата. — 1982. — № 109—112. — С. 137—141.
  - Понимание Филиокве в экуменической перспективе // Журнал Московской Патриархии. — 1982. — № 3. — С. 60-62.
- Слово в день памяти святого апостола и евангелиста Иоанна Богослова // Журнал Московской Патриархии. — 1982. — № 7. — С. 45-47.
- Путь жизни // Журнал Московской Патриархии. — 1985. — № 11. — С. 71-73.
- Le problème du «Filioque» vu par les théologiens russes // Вестник Русского Западно-Европейского Патриаршего Экзархата. — 1985. — № 114. — С. 1.
  - Вопрос о «Филиокве» с точки зрения русских богословов // Вестник Русского Западно-Европейского Патриаршего Экзархата. — 1985. — № 114. — С. 101.
  - Вопрос о «Филиокве» с точки зрения русских богословов // Богословские труды. — 1986. — № Сб. ЛДА. — С. 157—185.
- Слово Божие в жизни Церкви // Журнал Московской Патриархии. — 1987. — № 3. — С. 70-75; № 4. — С. 61-67.
- Преосвященный Феофан (Быстров) — ректор СПбДА (1909—1910) // Вестник Ленинградской духовной академии. — 1990. — № 1. — С. 18-31.
- Слово на литургии в Неделю 1-ю Великого поста // Вестник Ленинградской духовной академии. — 1990. — № 1. — С. 83-86.
  - Слово на литургии : Проповедь 19 февраля 1990 г. Неделя 1-я Великого поста. Торжество Православия // Православная община. — 1994. — № 20. — С. 3-6
- Первородный грех // О вере и нравственности по учению Православной Церкви. — М. : Московская патриархия, 1991. — 365 с. — С. 89-91
- О Божественном предопределении ко спасению // О вере и нравственности по учению Православной Церкви. — М. : Московская патриархия, 1991. — 365 с. — С .121-122
- Богословские основы православного понимания экуменизма: Докл. на Второй Междунар. науч. конф. «Богословие и духовность Русской Православной Церкви», посвящ. 1000-летию Крещения Руси. Москва, 11-19 мая 1987 г. // Христианское чтение. — 1991. — № 1. — С. 51-86.
- Проповеди. Специальный выпуск памяти прот. Ливерия Воронова // Христианское чтение. — 1996. — № 11. — С. 3-190.
- Конфессионализм и экуменизм. Отношение православия к инославию. Лекция, прочитанная перед церковной общественностью Брюсселя. Бельгия, 17 марта 1968 года // Православие и экуменизм: Документы и материалы 1902—1997: Сборник. — М. : МФТИ, 1998. — 432 с. — С. 261—288
- Календарная проблема // Календарный вопрос: сборник статей / ред.-сост. А. Чхартишвили. — М. : Изд-во Сретенского монастыря, 2000. — 345 с. — С .145-217
- Догматическое богословие — Клин: Фонд «Христианская жизнь», 2002. — 127 с.
- Семинарский конспект